# スクリーミング・マスターピース
『スクリーミング・マスターピース』 (Gargandi snilld) は、2005年のアイスランドのドキュメンタリー映画。アリ・アレクサンダー及びイルギス・マグヌッソン脚本・監督による、アイスランド音楽をテーマにした映画である。 アイスランドにはなぜ多様かつ豊かな音楽の才能が現れるのかを探求しようとする作品である。
本作の大部分は、アイスランドの最も著名なミュージシャンたちのライヴパフォーマンスとインタビューを、アイスランドの風景を背景に見せることからなっている。ビョーク、シガー・ロス、スロウブロウ、ムーム、ゴスティジタル、カラシ、シンガポール・スリングなどが出演している。音楽家で、アイスランドのネオペイガニズムの組織であるアサトル協会のゴジであるヒルマール・オゥン・ヒルマルソンのインタビューも含まれている。